# Aéroport de Kwaksan
L'aéroport de Kwaksan est un aéroport du Pyongan du Nord, en Corée du Nord.

## Installations
L'aérodrome possède une seule piste asphaltée orientée 04/22 mesurant 713 mètres de long et 28 mètres de large.  Il possède une voie de circulation parallèle partielle, et une bonne quantité d'infrastructures conduisant à des zones de stationnement jusqu'à 2 kilomètres au sud-est de la piste. Il abrite un régiment de bombardiers possédant 24 Iliouchine Il-28.